# 莱托帕莱纳
莱托帕莱纳是意大利阿布鲁佐大区基耶蒂省的一个镇。